# AXA
AXA és una empresa multinacional francesa, amb seu al 8è districte de París, dedicada a les assegurances, la gestió d'inversions i d'altres serveis. Actualment és la primera marca asseguradora mundial, creixent el seu valor un 14% el 2016. El grup AXA opera, principalment, a l'Europa occidental, l'Amèrica del nord, la regió Àsia-Pacífic i l'Orient Mitjà, tot i que també té presència a l'Àfrica. AXA és un conglomerat de negocis independents, operat segons les lleis i regulacions de diversos països. La companyia és un dels components de l'Índex borsari EURO STOXX 50.
Segons un assaig publicat, el 2011, per Vitali et al., AXA era la segona corporació transnacional més poderosa en termes de propietat i, per tant, una de les garants de l'estabilitat del sistema financer global i la competència comercial, juntament amb Barclays i State Street Corporation, primera i tercera respectivament.

## Història
La companyia, originalment, va ser fundada el 1816 amb el nom Mutuelle de L'assurance contre L'incendie (l'Ancienne Mutuelle). El 1978 va adquirir la Compagnie Parisienne de Garantie, passant a anomenar-se Mutuelles Unies. El 1982 es va fer amb la propietat del Drouot Group, canviant el nom per Mutuelles Unies/Drouot. El 1985, no obstant, va rebatejar-se com AXA. L'adquisició de la companyia asseguradora nord-americana The Equitable es produí el 1991. Posteriorment va fer-se amb Union des Assurances De Paris (UAP), fins aquell moment l'asseguradora més important de França, adoptant breument el nom AXA-UAP, tot i que el 1999 va tornar a recuperar el nom AXA. El febrer d'aquell mateix any l'empresa va fer-se amb el Guardian Royal Exchange. El maig de 2000 AXA va comprar les accions que encara no posseïa de Sun Life & Provincial Holdings. El 14 de juny de 2006 AXA va fer-se ambm la principal asseguradora suïssa, el grup Winterthur, comprant-lo per 9 mil milions d'euros a Credit Suisse.